# ボビー・アブレイユ
ボブ・ケリー・アブレイユ（Bob Kelly Abreu, 1974年3月11日 - ）は、ベネズエラ・アラグア州マラカイ出身の元プロ野球選手（外野手）。右投左打。

## 経歴

### プロ入り前
1974年3月11日、ベネズエラのアラグア州マラカイで生まれる。父ネルソンが熱狂的野球ファンだったため、アブレイユは3人の兄弟とともに野球のテレビ中継を観戦し、父から「多くの人が見逃してしまうようなプレーの細かい点まで、丁寧に解説」を受けた、という。アブレイユが16歳になった1990年、ベネズエラにヒューストン・アストロズ直営のベースボール・アカデミーが設立されたため、アブレイユは1期生としてアカデミー入りする。

### アストロズ時代
1990年8月21日にアブレイユはアストロズと契約。
1996年9月1日にメジャーデビューを果たすが、その後2シーズン合計で74試合しか出場機会がなかった。
1997年のエクスパンション・ドラフトで、アストロズは同じベネズエラ人リチャード・ヒダルゴをプロテクト・リストに載せるためにアブレイユをリストから外した。その結果アブレイユはタンパベイ・デビルレイズ（現タンパベイ・レイズ）に指名されたが、数時間後にケビン・ストッカーとの交換でフィラデルフィア・フィリーズへ移籍した。その後、アブレイユは短期間でリーグの中でも有望な強打強肩の若手右翼手として台頭し、デビルレイズの短い歴史上最悪のトレードとなった。

### フィリーズ時代

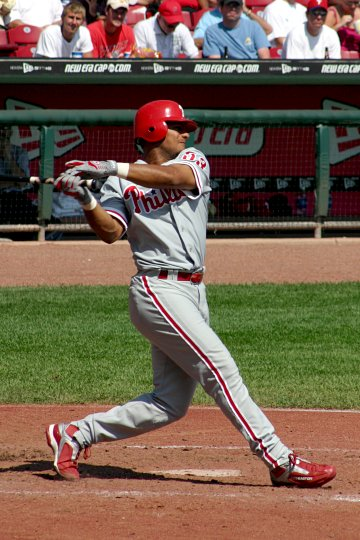
フィラデルフィア・フィリーズ時代
(2004年)

アストロズでは期待されながらも思うような成績を残せなかったアブレイユだったが、フィリーズ移籍後に才能が開花。短期間でリーグの中でも有望な強打強肩の若手右翼手として台頭した。初めてシーズンを通して出場した1998年にはチームトップの打率.312を記録。続く1999年に打率.335（リーグ3位）を記録したが、これはフィリーズの選手としては1967年にトニー・ゴンザレスが記録した.339以来の高打率だった。シーズン終了後、球団と3年総額1425万ドルで契約延長した。球団が昨年提示したが合意に至らなかった4年総額850万ドルを上回る契約となった。
2001年には全162試合に出場し、31本塁打、36盗塁で球団史上初めて30本塁打・30盗塁（30-30）を達成。2003年シーズン終了後にFA権を取得するアブレイユに対し、フィリーズは2003年から球団史上最高額となる5年総額6400万ドル（6年目のオプションを含めると7800万ドル）で契約延長。2002年にはリーグ最多・球団史上70年ぶりの高水準となる50二塁打を記録した。2004年、MLB公式サイト上のネット投票により「32番目の男」としてMLBオールスターゲームに初出場を果たす。シーズン通算では30本塁打、40盗塁で自身2度目の30-30を達成し、初めてシルバースラッガー賞を受賞した。
2005年オールスターゲームに、ファン投票で253万票を得て外野手部門2位に入り、初めてファン投票による出場を果たす。試合前日に行われたホームランダービーでは、フィールドの形状が投手有利とされるコメリカ・パークを舞台にしながら1ラウンド24本・全ラウンド合計41本と2つの新記録を樹立して優勝した。また、同年のシーズン終了後には自身初のゴールドグラブ賞を受賞。しかしながら「強肩ではあるものの打球処理が未熟」「闘争心の不足」「時たま明らかに集中力を欠いたプレーをする」という批判も地元などから多く出ており、受賞に疑問を呈す声も少なくなかった。これについて地元フィラデルフィアの新聞記者は「ボビーのプレーはスムーズすぎて情熱が伝わりにくいため、ファンから誤解を受けていたのだろう」と説明している。
2006年開幕前の3月に第1回WBCのベネズエラ代表に選出された。

### ヤンキース時代

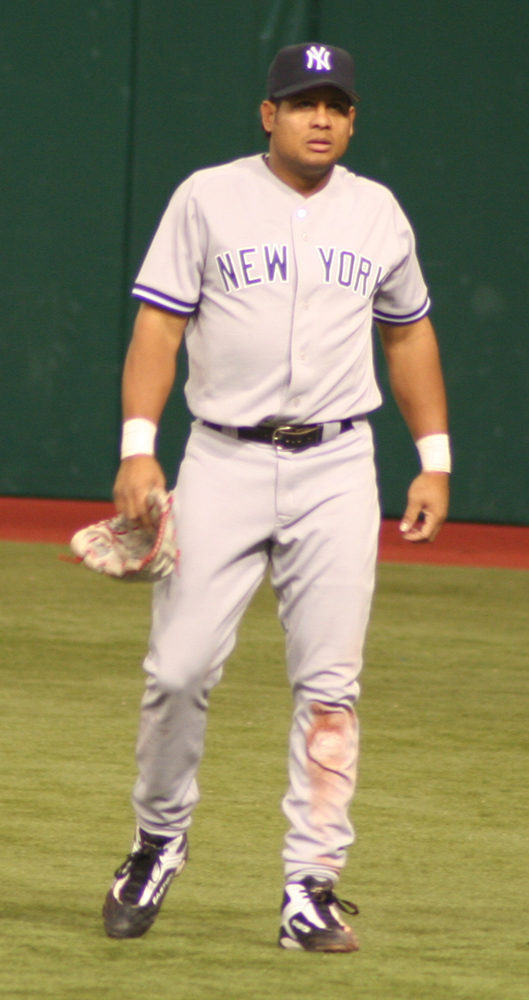
ニューヨーク・ヤンキース時代
(2006年9月26日)

2006年7月31日、トレード期限最終日にコリー・ライドルとともにトレードでニューヨーク・ヤンキースへ移籍。この時ヤンキースが出した交換要員は、遊撃手C.J.ヘンリー（2005年ドラフト1巡目。フィリーズ移籍、解雇後、ヤンキースに外野手として復帰もバスケットボールへ転向）、左腕投手マット・スミス、捕手ヘスス・サンチェス、右腕投手カルロス・モナステリオスの4人であり、「あまり戦力になりそうもない」と評された。このためフィラデルフィアの地元紙はこのトレードを批判したが、この後フィリーズは快進撃を遂げワイルドカード争いを演じた。一方、移籍したアブレイユもヤンキースの勝利に大きく貢献した。ヤンキースは松井秀喜やゲイリー・シェフィールドの故障離脱を乗り越え地区優勝を果たし、デトロイト・タイガースとのディビジョンシリーズで敗れたが、アブレイユは同シリーズで打率.333、チーム最多の4打点を記録。
2007年もアブレイユはレギュラーとして158試合に出場。4月23日から29日にかけて自己ワーストとなる19打数連続無安打を記録し、5月の月間打率は.208など序盤は不調に陥った。後半は持ち直したものの、序盤の成績が響き、本塁打が2年連続で10本台に終わり、出塁率も6年ぶりに3割台に落ちた。しかし、自己最高の123得点を記録している。シーズン終了後、ヤンキースは1600万ドルのオプションを行使し、アブレイユは2008年もヤンキースでプレイすることになった。しかし、またしても前半戦に打撃不振となり、チームも下降。なんとか中盤、後半戦で持ち直し20本塁打、100打点を記録したがチームは浮上できず、地区優勝を14年ぶりに逃した。10月30日にFAとなった。

### エンゼルス時代
2009年2月12日、ロサンゼルス・エンゼルス・オブ・アナハイムと1年総額500万ドルで合意。機動力と長打力を組み合わせたエンゼルス野球に対し、アブレイユは「積極的に次の塁を狙っていく。こういう野球をやりたかった」としている。

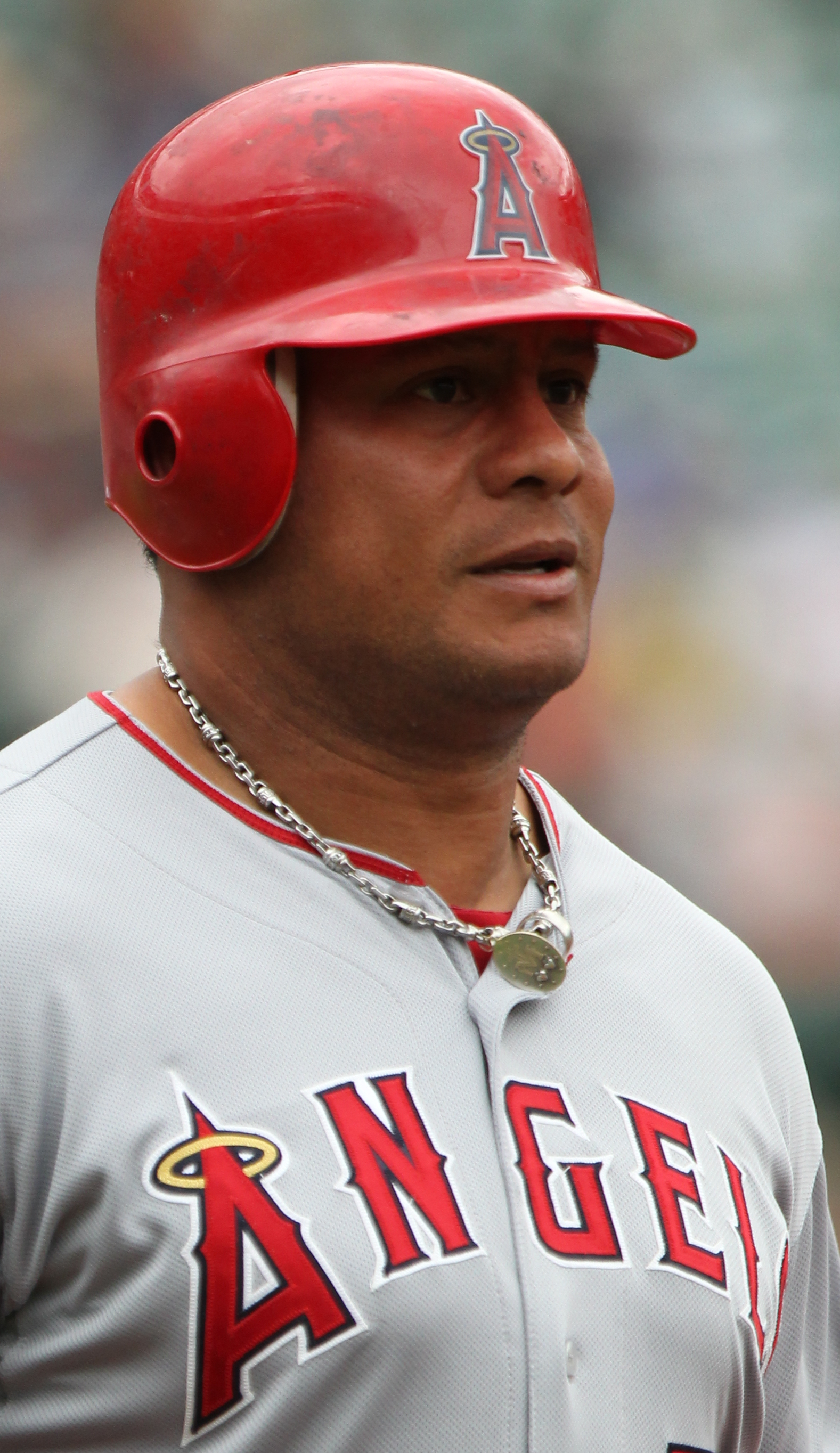
ロサンゼルス・エンゼルス時代
(2011年9月18日)

開幕前の3月に第2回WBCのベネズエラ代表に選出され、2大会連続2度目の選出を果たした。ベスト4進出に貢献したが、準決勝の韓国戦では集中力を欠いた守備で大量点を与えるきっかけを作ってしまった。
シーズンでは当初やブラディミール・ゲレーロ不在時は3番、他は主に2番として出場し、エンゼルスの地区優勝に貢献した。シーズン終了後に2年1900万ドルでエンゼルスと契約延長をした。
2010年は、ピーター・ボージャスのAAAからの昇進があり、シーズン途中から中堅手を守っていたトリー・ハンターが右翼手を守り、アブレイユは左翼手を守る事になった。シーズンでは154試合に出場したが、打率は自己最低の.255に終わった。友成那智は、主砲のケンドリス・モラレスが5月に離脱して以降、打順が2番から3番になり、長打狙いになったことが大きな原因だと分析している。一方で、OPSも自己最低に終わったことを理由に、衰えによる成績の低下を指摘する論調もある。
2011年は、バーノン・ウェルズがエンゼルスに加入したため、アブレイユは主に指名打者を務めることになった。直近2年の打席数が1100を超えたことで、2012年の900万ドルの契約オプションが自動更新され、翌年の残留が決まった。しかし、年齢的な衰えやマイク・トラウトの台頭でチームの構想から外れ、トレード候補となった。オフにA.J.バーネットとの1対1のトレードでヤンキース復帰が決まりかけたが、バーネットが拒否権を行使したため不成立に終わった。その後も、クリーブランド・インディアンスとの間でルー・マーソンとのトレード交渉が進められたが、不成立となった。
2012年シーズンもエンゼルスで開幕を迎えたが、出場機会が限られ成績も伸び悩んでいたところ、マイク・トラウトの昇格に伴い、4月27日に解雇・放出された。本人はまだ現役を続行する意向を表明した。

### ドジャース時代

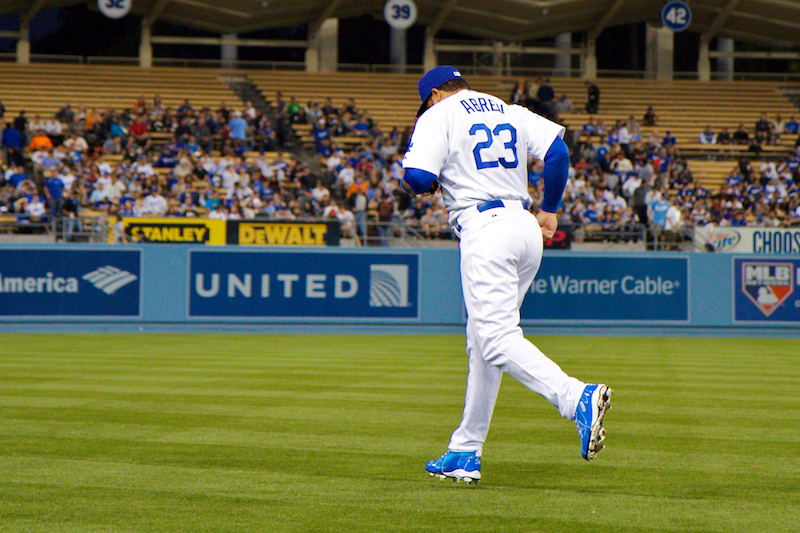
ロサンゼルス・ドジャース時代
(2012年5月9日)

2012年5月4日、ロサンゼルス・ドジャースへの入団が決まった。8月1日に40人枠から外され、事実上の戦力外となった。獲得に乗り出す球団はなく、アブレイユがマイナー降格に同意したため、3Aアルバカーキ・アイソトープスでプレーすることとなった。9月2日に再び40人枠に入ってメジャーに復帰し、シーズン終了まで代打として起用された。オフの10月29日にFAとなった。

### メッツ時代
2014年1月21日にフィラデルフィア・フィリーズとマイナー契約を結んだが、3月27日に放出された。3月31日にニューヨーク・メッツとマイナー契約を結んだ。AAA級ラスベガス・フィフティワンズで開幕を迎え、4月21日にメッツとメジャー契約を結んだ。昇格後は67試合に出場したが、打率.238、1本塁打、14打点、1盗塁と結果を残せず、8月5日にDFAとなった。8月10日にフリーエージェントとなったが、8月16日にメッツとマイナー契約し、9月に再度昇格した。

### 現役引退
2014年9月26日、現役引退を表明し、「自分の野球人生に満足している」と話した。

## 選手としての特徴
かつては「メジャーで最も過小評価されている選手」と呼ばれていた。MLB史上3人目の8年連続100四球、5年連続出塁率.400、4年連続100打点、3年連続30盗塁（打点以外はいずれも2006年まで）といった記録を達成しており、それに加えて2004年にシルバースラッガー賞を受賞している。
アブレイユの最大の長所は選球眼で、1999年からフランク・トーマスのMLB記録に並ぶ8年連続で100四球を記録している。また、並外れた長打力があるのに本塁打狙いのバッティングに陥らず、フライの打球よりもゴロになる打球の方が多い。出塁すると足で投手にプレッシャーをかけ、チャンスメーカーとしての機能も高い。
守備面では守備範囲が広く強肩で、前方向の打球に強い。しかし、後方に飛んだフライの目測を誤ることがよくある。2005年のゴールドグラブ受賞は地元ファンからも疑問を抱かれた。MLB通算UZRは-85.9を記録。
薬物疑惑とは無縁の人物という評価もある。MLB公式サイトが2020年1月23日、2021年の米国野球殿堂入りメンバー候補について、「もっと注目されるべき5人」を選出したが、それは全米野球記者協会の投票で前回から得票率を9％以上アップさせた候補者の中で薬物疑惑とは無縁の候補者に絞ったものであった。

## 人物

### 奉仕活動
アブレイユはフィラデルフィアやデラウェア川流域において様々な地域活動に携わってきた。2001年にはアメリカ赤十字輸血キャンペーンの名誉チェアマンを務めた。また、2003年・2004年シーズンには「アブレイユのアミーゴ」プログラムを通じて金曜ナイターの試合に1万ドル分のチケットを購入し、子供たちを招待。練習着やクーポン、試合前の練習風景見学などを見学する機会を子供たちにプレゼントしていた。これらの活動が評価され、2004年にフィリーズ地域活動賞を受賞し、同年のロベルト・クレメンテ賞の式典にチーム代表として出席した。2008年には日本でサイン会などチャリティーイベントを行った

## 詳細情報

### 年度別打撃成績
| 年 度     | 球 団     | 試 合 | 打 席 | 打 数 | 得 点 | 安 打 | 二 塁 打 | 三 塁 打 | 本 塁 打 | 塁 打 | 打 点 | 盗 塁 | 盗 塁 死 | 犠 打 | 犠 飛 | 四 球 | 敬 遠 | 死 球 | 三 振 | 併 殺 打 | 打 率 | 出 塁 率 | 長 打 率 | O P S |
| --------- | --------- | ----- | ----- | ----- | ----- | ----- | -------- | -------- | -------- | ----- | ----- | ----- | -------- | ----- | ----- | ----- | ----- | ----- | ----- | -------- | ----- | -------- | -------- | ----- |
| 1996      | HOU       | 15    | 24    | 22    | 1     | 5     | 1        | 0        | 0        | 6     | 1     | 0     | 0        | 0     | 0     | 2     | 0     | 0     | 3     | 1        | .227  | .292     | .273     | .564  |
| 1997      | HOU       | 59    | 210   | 188   | 22    | 47    | 10       | 2        | 3        | 70    | 26    | 7     | 2        | 0     | 0     | 21    | 0     | 1     | 48    | 0        | .250  | .329     | .372     | .701  |
| 1998      | PHI       | 151   | 589   | 497   | 68    | 155   | 29       | 6        | 17       | 247   | 74    | 19    | 10       | 4     | 4     | 84    | 14    | 0     | 133   | 6        | .312  | .409     | .497     | .906  |
| 1999      | PHI       | 152   | 662   | 546   | 118   | 183   | 35       | 11       | 20       | 300   | 93    | 27    | 9        | 0     | 4     | 109   | 8     | 3     | 113   | 13       | .335  | .446     | .549     | .995  |
| 2000      | PHI       | 154   | 680   | 576   | 103   | 182   | 42       | 10       | 25       | 319   | 79    | 28    | 8        | 0     | 3     | 100   | 9     | 1     | 116   | 12       | .316  | .416     | .554     | .970  |
| 2001      | PHI       | 162   | 704   | 588   | 118   | 170   | 48       | 4        | 31       | 319   | 110   | 36    | 14       | 0     | 9     | 106   | 11    | 1     | 137   | 13       | .289  | .393     | .543     | .936  |
| 2002      | PHI       | 157   | 685   | 572   | 102   | 176   | 50       | 6        | 20       | 298   | 85    | 31    | 12       | 0     | 6     | 104   | 9     | 3     | 117   | 11       | .308  | .413     | .521     | .934  |
| 2003      | PHI       | 158   | 695   | 577   | 99    | 173   | 35       | 1        | 20       | 270   | 101   | 22    | 9        | 0     | 7     | 109   | 13    | 2     | 126   | 13       | .300  | .409     | .468     | .877  |
| 2004      | PHI       | 159   | 713   | 574   | 118   | 173   | 47       | 1        | 30       | 312   | 105   | 40    | 5        | 0     | 7     | 127   | 10    | 5     | 116   | 5        | .301  | .428     | .544     | .971  |
| 2005      | PHI       | 162   | 719   | 588   | 104   | 168   | 37       | 1        | 24       | 279   | 102   | 31    | 9        | 0     | 8     | 117   | 15    | 6     | 134   | 7        | .286  | .405     | .474     | .879  |
| 2006      | PHI       | 98    | 438   | 339   | 61    | 94    | 25       | 2        | 8        | 147   | 65    | 20    | 4        | 0     | 6     | 91    | 5     | 2     | 86    | 8        | .277  | .427     | .434     | .861  |
| 2006      | NYY       | 58    | 248   | 209   | 37    | 69    | 16       | 0        | 7        | 106   | 42    | 10    | 2        | 2     | 3     | 33    | 1     | 1     | 52    | 5        | .330  | .419     | .507     | .926  |
| '06計     | NYY       | 156   | 686   | 548   | 98    | 163   | 41       | 2        | 15       | 253   | 107   | 30    | 6        | 2     | 9     | 124   | 6     | 3     | 138   | 13       | .297  | .424     | .462     | .886  |
| 2007      | NYY       | 158   | 699   | 605   | 123   | 171   | 40       | 5        | 16       | 269   | 101   | 25    | 8        | 0     | 7     | 84    | 0     | 3     | 115   | 11       | .283  | .369     | .445     | .814  |
| 2008      | NYY       | 156   | 684   | 609   | 100   | 180   | 39       | 4        | 20       | 287   | 100   | 22    | 11       | 0     | 1     | 73    | 2     | 1     | 109   | 14       | .296  | .371     | .471     | .843  |
| 2009      | LAA       | 152   | 667   | 563   | 96    | 165   | 29       | 3        | 15       | 245   | 103   | 30    | 8        | 0     | 9     | 94    | 7     | 1     | 113   | 15       | .293  | .390     | .435     | .825  |
| 2010      | LAA       | 154   | 667   | 573   | 88    | 146   | 41       | 1        | 20       | 249   | 78    | 24    | 10       | 0     | 5     | 87    | 3     | 2     | 132   | 13       | .255  | .352     | .435     | .787  |
| 2011      | LAA       | 142   | 585   | 502   | 54    | 127   | 30       | 1        | 8        | 183   | 60    | 21    | 5        | 1     | 3     | 78    | 5     | 1     | 113   | 8        | .253  | .353     | .365     | .717  |
| 2012      | LAA       | 8     | 27    | 24    | 1     | 5     | 3        | 0        | 0        | 8     | 5     | 0     | 0        | 0     | 1     | 2     | 0     | 0     | 5     | 1        | .208  | .259     | .333     | .593  |
| 2012      | LAD       | 92    | 230   | 195   | 28    | 48    | 8        | 1        | 3        | 67    | 19    | 6     | 2        | 0     | 0     | 35    | 3     | 0     | 51    | 6        | .246  | .361     | .344     | .704  |
| '12計     | LAD       | 100   | 257   | 219   | 29    | 53    | 11       | 1        | 3        | 75    | 24    | 6     | 2        | 0     | 1     | 37    | 3     | 0     | 56    | 7        | .242  | .350     | .342     | .693  |
| 2014      | NYM       | 78    | 155   | 133   | 12    | 33    | 9        | 0        | 1        | 45    | 14    | 1     | 0        | 0     | 2     | 20    | 0     | 0     | 21    | 3        | .248  | .342     | .338     | .680  |
| MLB：18年 | MLB：18年 | 2425  | 10081 | 8480  | 1453  | 2470  | 574      | 59       | 288      | 4026  | 1363  | 400   | 128      | 7     | 85    | 1476  | 115   | 33    | 1840  | 165      | .291  | .395     | .475     | .870  |

- 各年度の太字はリーグ最高

### 年度別守備成績
| 年 度 | 球 団 | 左翼（LF） | 左翼（LF） | 左翼（LF） | 左翼（LF） | 左翼（LF） | 左翼（LF） | 中堅（CF） | 中堅（CF） | 中堅（CF） | 中堅（CF） | 中堅（CF） | 中堅（CF） | 右翼（RF） | 右翼（RF） | 右翼（RF） | 右翼（RF） | 右翼（RF） | 右翼（RF） |
| 年 度 | 球 団 | 試 合      | 刺 殺      | 補 殺      | 失 策      | 併 殺      | 守 備 率   | 試 合      | 刺 殺      | 補 殺      | 失 策      | 併 殺      | 守 備 率   | 試 合      | 刺 殺      | 補 殺      | 失 策      | 併 殺      | 守 備 率   |
| ----- | ----- | ---------- | ---------- | ---------- | ---------- | ---------- | ---------- | ---------- | ---------- | ---------- | ---------- | ---------- | ---------- | ---------- | ---------- | ---------- | ---------- | ---------- | ---------- |
| 1996  | HOU   | 6          | 6          | 0          | 0          | 0          | 1.000      | -          | -          | -          | -          | -          | -          | 1          | 0          | 0          | 0          | 0          | ----       |
| 1997  | HOU   | 10         | 6          | 0          | 1          | 0          | .857       | 1          | 0          | 0          | 0          | 0          | ----       | 43         | 78         | 4          | 1          | 1          | .988       |
| 1998  | PHI   | -          | -          | -          | -          | -          | -          | -          | -          | -          | -          | -          | -          | 146        | 276        | 17         | 8          | 0          | .973       |
| 1999  | PHI   | -          | -          | -          | -          | -          | -          | -          | -          | -          | -          | -          | -          | 146        | 260        | 8          | 3          | 0          | .989       |
| 2000  | PHI   | -          | -          | -          | -          | -          | -          | -          | -          | -          | -          | -          | -          | 152        | 338        | 13         | 4          | 2          | .989       |
| 2001  | PHI   | -          | -          | -          | -          | -          | -          | -          | -          | -          | -          | -          | -          | 162        | 309        | 11         | 8          | 4          | .976       |
| 2002  | PHI   | -          | -          | -          | -          | -          | -          | 18         | 30         | 1          | 0          | 1          | 1.000      | 148        | 253        | 9          | 5          | 1          | .981       |
| 2003  | PHI   | -          | -          | -          | -          | -          | -          | -          | -          | -          | -          | -          | -          | 158        | 304        | 6          | 6          | 0          | .981       |
| 2004  | PHI   | -          | -          | -          | -          | -          | -          | -          | -          | -          | -          | -          | -          | 158        | 311        | 13         | 6          | 4          | .982       |
| 2005  | PHI   | -          | -          | -          | -          | -          | -          | -          | -          | -          | -          | -          | -          | 158        | 266        | 7          | 4          | 0          | .986       |
| 2006  | PHI   | -          | -          | -          | -          | -          | -          | 1          | 0          | 0          | 0          | 0          | ----       | 97         | 178        | 4          | 1          | 0          | .995       |
| 2006  | NYY   | -          | -          | -          | -          | -          | -          | 1          | 1          | 0          | 0          | 0          | 1.000      | 57         | 113        | 6          | 2          | 0          | .983       |
| '06計 | NYY   | -          | -          | -          | -          | -          | -          | 2          | 1          | 0          | 0          | 0          | 1.000      | 154        | 291        | 10         | 3          | 0          | .990       |
| 2007  | NYY   | -          | -          | -          | -          | -          | -          | -          | -          | -          | -          | -          | -          | 157        | 313        | 6          | 4          | 1          | .988       |
| 2008  | NYY   | -          | -          | -          | -          | -          | -          | -          | -          | -          | -          | -          | -          | 150        | 270        | 10         | 2          | 3          | .993       |
| 2009  | LAA   | 10         | 20         | 0          | 0          | 0          | 1.000      | -          | -          | -          | -          | -          | -          | 126        | 249        | 10         | 8          | 4          | .970       |
| 2010  | LAA   | 41         | 71         | 1          | 0          | 1          | 1.000      | -          | -          | -          | -          | -          | -          | 93         | 171        | 6          | 6          | 1          | .967       |
| 2011  | LAA   | 18         | 20         | 2          | 0          | 0          | 1.000      | -          | -          | -          | -          | -          | -          | 10         | 9          | 0          | 1          | 0          | .900       |
| 2012  | LAA   | 6          | 10         | 0          | 0          | 0          | 1.000      | -          | -          | -          | -          | -          | -          | 1          | 1          | 0          | 0          | 0          | 1.000      |
| 2012  | LAD   | 46         | 56         | 2          | 1          | 1          | .983       | -          | -          | -          | -          | -          | -          | 1          | 3          | 0          | 0          | 0          | 1.000      |
| '12計 | LAD   | 52         | 66         | 2          | 1          | 1          | .986       | -          | -          | -          | -          | -          | -          | 2          | 4          | 0          | 0          | 0          | 1.000      |
| 2014  | NYM   | 5          | 6          | 0          | 0          | 0          | 1.000      | -          | -          | -          | -          | -          | -          | 26         | 31         | 0          | 2          | 0          | .939       |
| MLB   | MLB   | 142        | 195        | 5          | 2          | 2          | .990       | 21         | 31         | 1          | 0          | 1          | 1.000      | 1990       | 3733       | 130        | 71         | 21         | .982       |

- 各年度の太字はリーグ最高
- 各年度の太字年はゴールドグラブ賞受賞

### 表彰
- シルバースラッガー賞（外野手部門）：1回（2004年）
- ゴールドグラブ賞（外野手部門）：1回（2005年）

### 記録
- MLBオールスターゲーム選出：2回（2004年、2005年）

### 代表歴
- 2006 ワールド・ベースボール・クラシック・ベネズエラ代表
- 2009 ワールド・ベースボール・クラシック・ベネズエラ代表